# Nichtkommutative Geometrie
Als nichtkommutative Geometrie bezeichnet man in der Mathematik die Untersuchung nichtkommutativer C*-Algebren mittels aus der Topologie stammender Invarianten wie K-Theorie und Homologietheorien. Sie wurde wesentlich von Alain Connes begründet und mit Vorarbeiten, die bis auf Israel Gelfand zurückgehen, ausgebaut.

## Motivation
Lokalkompakte Hausdorff-Räume sind topologische Räume und entsprechen kommutativen C*-Algebren, denn jedem lokalkompakten topologischen Raum {\displaystyle X} kann die Algebra der im unendlichen verschwindenden, komplex-wertigen, stetigen Funktionen {\displaystyle C_{0}(X,\mathbb {C} )} zugeordnet werden. Zusammen mit der Supremums-Norm als Norm und der komplexen Konjugation als Involution ist diese Algebra eine kommutative C*‑Algebra. Umgekehrt besagt der Satz von Gelfand-Neumark, dass es zu jeder kommutativen C*‑Algebra {\displaystyle A} einen lokalkompakten Hausdorff-Raum {\displaystyle X} mit einem C*‑Isomorphismus {\displaystyle A\simeq C_{0}(X,\mathbb {C} )} gibt.
Invarianten topologischer Räume können deshalb auch als Invarianten kommutativer C*-Algebren aufgefasst werden.
In der nichtkommutativen Geometrie werden Invarianten auch für nichtkommutative C*-Algebren definiert. Diese Invarianten orientieren sich an den Definitionen der Topologie und werden dann für die Untersuchung und Klassifikation der C*‑Algebren nutzbar gemacht. Zu solchen Invarianten gehören die topologische K-Theorie, die zyklische Homologie und die Hochschild-Homologie von C*-Algebren.
Ein spezielleres Thema ist die Theorie der Spektraltripel. Diese sollen die Differentialgeometrie riemannscher Spin-Mannigfaltigkeiten verallgemeinern.
Die Theorie wurde von Connes und Matilde Marcolli auch auf die Zahlentheorie angewandt. Der Versuch, die nichtkommutative Geometrie auch in der Physik anzuwenden, führte zum nichtkommutativen Standardmodell und zu nichtkommutativen Versionen der M-Theorie.